# Puerto Rico United Sporting Club
Maillots
Le Puerto Rico United Sporting Club, plus couramment abrégé en Puerto Rico United, est un club portoricain de football fondé en 2007 et basé à Aguada sur l'île de Porto Rico.

## Histoire
Puerto Rico United est fondé en 2007, mais ne fait ses débuts en Puerto Rico Soccer League (PRSL) qu'en 2010 (saison où le club finit 3e du groupe B).
En 2011, Puerto Rico United et deux autres clubs de l'île (River Plate Puerto Rico et Sevilla FC Puerto Rico), se joignent à onze clubs américains et un club antiguais pour disputer la saison inaugurale du championnat de USL Pro Mais le club abandonne rapidement la compétition pour des raisons financières (pauvre affluence au stade et coût trop élevé des déplacements). En mai 2011, moins de deux mois après le début de la saison, les trois clubs portoricains sont évincés de la ligue, et retournent jouer dans le championnat portoricain pour le restant de la saison 2011 (la PRSL connaissant également des difficultés financières à cette époque, la saison 2011 ne comprenant que six équipes et ne se disputant que d'avril à juillet). Puerto Rico United finit à la cinquième place de la saison régulière, insuffisant pour accéder aux séries éliminatoires.
Les difficultés financières de la ligue continuent la saison suivante, et la PRSL est annulée en 2012. En 2013, la Liga Nacional de Fútbol de Puerto Rico (LNFPR), considérée comme la ligue de football de seconde division de l'île, vient à remplacer la PRSL au sommet de la hiérarchie du football portoricain, et ce jusqu'en 2015.
Bien que le site internet du club demeure en activité, aucune activité d'une équipe sénior n'est à déclarer depuis 2012.

## Stade
- Stade d'Aguada (Aguada) (Depuis 2011)
- Stade Roberto Clemente (Carolina) (Durant deux matchs en 2011)

## Personnalités du club

### Présidents du club
- Raul Blanco

### Entraîneurs du club
- Raimundo C. Gatinho
- José Sánchez